# Ernst Zermelo
Ernst Friedrich Ferdinand Zermelo (Berlino, 27 luglio 1871 – Friburgo, 21 maggio 1953) è stato un matematico e filosofo tedesco, reso celebre dai suoi contributi allo sviluppo della teoria assiomatica degli insiemi.

## Biografia
Si diplomò al Luisenstädtisches Gymnasium di Berlino nel 1889. Successivamente studiò matematica, fisica e filosofia alle Università di Berlino, Halle e Friburgo. Concluse il suo dottorato nel 1894 all'università di Berlino con una tesi sul calcolo delle variazioni dal titolo: Untersuchungen zur Variationsrechnung. Zermelo rimase all'università di Berlino dove fu nominato assistente di Max Planck sotto la cui guida cominciò i suoi studi di idrodinamica.
Nel 1897 Zermelo si trasferì all'Università di Göttingen, a quel tempo uno dei centri più importanti al mondo per lo studio della matematica, dove nel 1899, completò la sua tesi di abilitazione.
In questo primo periodo di ricerca l'interesse di Zermelo era rivolto allo studio della matematica applicata, ma il suo orientamento sarebbe cambiato in relazione al problema dell'ipotesi del continuo. Nel 1900, alla conferenza di Parigi del Secondo Congresso Internazionale di Matematica, David Hilbert, professore a Gottinga, aveva proposto la sua lista di problemi irrisolti alla cui soluzione i matematici avrebbero dovuto impegnarsi a fondo nel secolo seguente. In testa alla famosa lista vi era la congettura avanzata da Cantor nota come ipotesi del continuo. Hilbert credeva che la chiave per risolvere il problema potesse essere data dalla soluzione di un'altra congettura di Cantor nota come teorema del buon ordinamento.
Stimolato da queste prospettive Zermelo cominciò a lavorare a problemi di teoria degli insiemi e nel 1902 pubblicò un suo lavoro sull'addizione dei cardinali transfiniti. Nel 1904 riuscì a compiere il primo passo suggerito da Hilbert circa l'ipotesi del continuo, quando provò il teorema del buon ordinamento utilizzando l'assioma della scelta, assioma da lui enunciato per la prima volta. L'importante risultato gli portò una grande fama e nel 1905 fu nominato professore a Göttingen.
La sua dimostrazione suscitò un grande dibattito nel mondo matematico, dovuto principalmente al carattere non costruttivo dell'assioma della scelta e all'assenza di un'assiomatizzazione della teoria degli insiemi. Per difendere la validità della sua dimostrazione e dello stesso assioma della scelta, Zermelo pubblicò due articoli nel 1908.
Nel primo articolo riportò una nuova dimostrazione più formale del teorema del buon ordinamento, in cui esplicitava gli assiomi utilizzati e presentava una diversa formulazione dell'assioma della scelta al fine di evitare ambiguità. Inoltre, rispondeva direttamente ai critici dell'assioma, mostrando come esso fosse stato utilizzato inconsapevolmente in precedenza da molti matematici, inclusi alcuni dei suoi stessi critici.
Il secondo articolo conteneva invece la prima assiomatizzazione della teoria degli insiemi. I primi tentativi di costruire un sistema di assiomi per la teoria degli insiemi erano nati dall'esigenza di superare i paradossi degli insiemi e Zermelo stesso aveva trovato un paradosso simile al paradosso di Russell senza mai pubblicarlo. Il suo lavoro di assiomatizzazione, tuttavia, fu principalmente una conseguenza della sua volontà di dare salde basi al teorema del buon ordinamento e all'assioma della scelta entro un sistema rigoroso di assiomi.
Il suo sistema, costituito da sette assiomi, verrà successivamente migliorato indipendentemente da Adolf Fraenkel e Thoralf Skolem nel 1922 divenendo il sistema formale comunemente denominato ZF.
Nel 1910 Zermelo lasciò l'Università di Göttingen per la cattedra di matematica all'Università di Zurigo, che però dovette abbandonare per motivi di salute nel 1916.
Nel 1926 ottenne una cattedra onoraria a Friburgo, che lasciò nel 1935 a causa della sua disapprovazione del regime nazista; riottenne nuovamente tale cattedra dopo la Seconda guerra mondiale, nel 1946.
Gli è stato dedicato un asteroide, 14990 Zermelo.